# فريدريك أوقست لودفيغ فون برجسدرف
فريدريك أوقست لودفيغ فون برجسدرف (بالألمانية: Friedrich August Ludwig von Burgsdorff) (و. 1747 – 1802 م) هو عالم نبات من الإمبراطورية الرومانية المقدسة . ولد في لايبزيغ.
وهو عضو في الأكاديمية البروسية للعلوم .
توفي في برلين.